# Mina Aristow
Mina Lwowicz Aristow (ros. Мина Львович Аристов, ur. 30 października?/11 listopada 1887 we wsi Bugrik w guberni astrachańskiej, zm. 1942 w Workucie) – rosyjski rewolucjonista i wojskowy.

## Życiorys
W 1905 wstąpił do SDPRR, do 1907 studiował na Uniwersytecie św. Włodzimierza w Kijowie, z którego został wydalony. Od września 1908 do 1918 służył w rosyjskiej armii, od września 1908 do sierpnia 1910 był elewem kozackiej szkoły junkrów w Orenburgu, został esaułem. Od 3 grudnia 1917 do stycznia 1918 był przewodniczącym Astrachańskiego Komitetu Wojskowo-Rewolucyjnego, potem do lutego 1918 sekretarzem Astrachańskiego Komitetu SDPRR(b), następnie do września 1919 dowódcą Frontu Astrachańsko-Kaspijsko-Kaukaskiego i jednocześnie przewodniczącym Rady Wojskowo-Rewolucyjnej Kraju Astrachańskiego, od listopada 1918 do lutego 1919 komisarzem wojennym (wojenkomem) guberni astrachańskiej. Od września 1919 do stycznia 1920 pełnił funkcję wojenkoma Moskiewskiego Pułku Komunistycznego, po czym został dowódcą brygady Dońskiej Dywizji Kawalerii, a do października 1920 dowodził brygadą Turkiestańskiej Dywizji Kawalerii, następnie objął stanowisko wojenkoma 1 Brygady 5 Dywizji Kawalerii. Od stycznia do listopada 1921 był naczelnikiem 7 Dywizji Kawalerii, od listopada 1921 do listopada 1923 przewodniczącym Kałmuckiej Obwodowej Rady Związku Towarzystw Spożywców, od listopada 1923 do 1924 przewodniczącym „Intergałsojuzu” w Pietropawłowsku, a od 1924 do grudnia 1926 przewodniczącym Komitetu Wykonawczego Astrachańskiej Rady Gubernialnej. Później do sierpnia 1928 był instruktorem WCIK, od sierpnia 1928 do listopada 1929 kierownikiem Wydziału Organizacyjnego „Wsiekomprombyrsojuzu”, od listopada 1929 do grudnia 1930 szefem sektora eksportowego „Sojuzminierałtrud”, a od stycznia do grudnia 1931 zastępcą dyrektora Ołoniewodtrustu. Od stycznia 1932 do sierpnia 1933 był zastępcą dyrektora Naukowo-Badawczego Instytutu Przemysłu Rybackiego Głównego Zarządu Przemysłu Rybnego, po czym przeszedł na emeryturę, od sierpnia 1935 do 1936 był zastępcą zarządcy „Sojuzdriewtrubmontaż”. W 1937 został aresztowany podczas wielkiego terroru, następnie skazany na 5 lat pozbawienia wolności, w 1942 zmarł w łagrze w Workucie.